# ボリビア革命

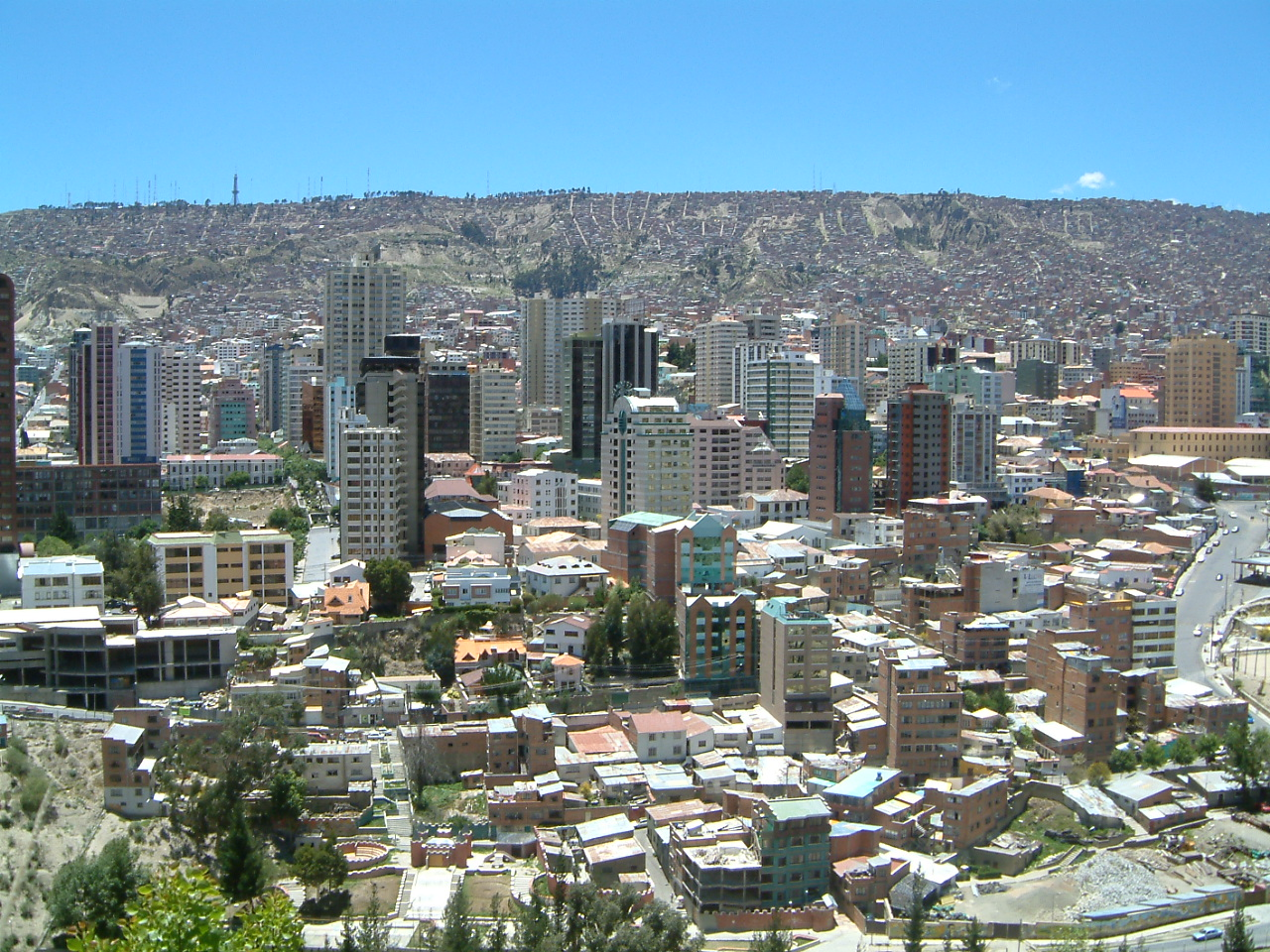
革命の最初の舞台となったラパス

ボリビア革命（ボリビアかくめい）は、南アメリカ大陸中部の国家ボリビアにおいて政権を奪取した民族革命運動党（MNR）が1952年から1964年にかけて実施した社会改革および経済改革を指す呼称。

## 背景
1932年に勃発したチャコ戦争でパラグアイに敗れたボリビアでは民族意識が高まり、近代化と変革を求めた政党が数多く誕生した。1941年に結成されたMNRもそのひとつで、ボリビアの主要輸出品目となっていたスズの開発を独占していた財閥と外国資本に反目する立場を取り、国民の支持を得てビクトル・パス・エステンソロやエルナン・シレス・スアソらを閣僚に送り込んでいた。
1942年12月、軍によるカタビ鉱山労働者虐殺事件を契機としてMNRはスズ鉱山労働者の組織化に注力し、労働者層の支持を取り付け急速に勢力を拡大した。1951年5月6日の選挙で勝利を収めた後、これを認めない軍部に対してMNRは鉱山労働者や国家警察部隊と結託してラパスにて武装蜂起し、パスとシレスがそれぞれ正・副大統領に就任した。
その後12年間のMNR政権時代が続き、ボリビアの政治・経済・社会を大きく変革する政治が実施された。

## ボリビア革命
MNR政権による革命の内容は以下に要約される。
1. ビッグスリーと呼ばれた三大錫財閥パティーニョ、アラマヨ、ホッホチルドを解体し、鉱山公社（英語版）（COMIBOL）として国有化
2. 農地改革法の制定による大土地所有制のもと隷属的支配を受け続けてきた農民層への農地分配
3. 男女への選挙権を与えた普通選挙法の制定
4. 軍部の解体（後に再建）
5. 義務教育制度の導入

こうした革命は近代的な国民国家の幕開けとして期待されたが、実施しようとしていた内容に対し国家基盤が貧弱であったことが原因となり、行政機構の肥大化のみが進行し、国民の生活への還元は少なかった。加えて支持母体であった労働者層によって設立された中央労働本部（COB）が関連省庁を支配し、強い力を持つようになると合理的で統一性のある改革がままならなくなり、インフレが進行するという悪循環に陥った。
パスはアメリカや国際通貨基金（IMF）の支援のもとに経済の建て直しを図ったが効果は無く、左派と中道・右派との対立を招いた。その結果、1964年にMNRは分裂。再建した軍部が再度クーデターを起こし革命政権は幕を閉じた。

### 書籍
- 真鍋周三編著『ボリビアを知るための68章』明石書店、2006年。ISBN 4750323004。
- 中川文雄、松下洋、遅野井茂雄著『ラテンアメリカ現代史II - アンデス・ラプラタ地域』山川出版社、1985年。ISBN 4634423405。
- 大貫良夫、落合一泰、国本伊代、恒川恵市、福嶋正徳、松下洋『ラテン・アメリカを知る事典』平凡社、1987年。ISBN 4582126251。